# Raoul Warocqué
Raoul Abel Henri Jean-Baptiste Warocqué (Brussel, 4 februari 1870 - Brussel, 28 mei 1917) was het laatste lid van de familie Warocqué, die vanaf het begin van de negentiende eeuw een aanzienlijke machtspositie in de Belgische steenkoolindustrie had verworven.

## Levensloop
Waroqué was een zoon van volksvertegenwoordiger Arthur Warocqué (1835-1880) en van Marie-Louise Orville en een broer van Georges Warocqué (1860-1899). Hij was de laatste erfgenaam van het Warocqué-imperium.
Hij werd doctor in de rechten (1892) aan de ULB en werd onvermijdelijk bestuurder van de aanzienlijke familieonderneming. Hij werd afgevaardigd bestuurder van het voornaamste mijnencomplex dat aan de familie toebehoorde, de Charbonnages de Mariemont-Bascoup. Hij bestuurde ook de Charbonnages de Courcelles-Nord. Hij herstelde de financiële macht van de familie, die door zijn broer en voorganger Georges in gevaar was gebracht. Dit betekende niet dat hij zelf zuinig zou gaan leven zijn. De nagelaten boekhouding liet toe de aanzienlijke uitgaven, onder meer voor paardenwedrennen en jachtpartijen, te inventariseren. Ook gaf hij ter ere van prins Albert (nadien koning Albert I) een banket met 3.000 genodigden.
Hij was een progressief-liberale, filantropische en paternalistische werkgever, tevens was hij ook een radicale antiklerikale vrijmetselaar, koningsgezind en vaderlandslievend.
Daarnaast was hij ook politiek actief. Hij was, zoals zijn grootvader Abel Waroqué (1805-1864), zijn vader Arthur, zijn oom Léon en zijn broer Georges, burgemeester van Morlanwelz (1900-1917). Van 1896 tot 1900 was hij provincieraadslid voor Henegouwen. In 1900 werd hij verkozen tot liberaal lid van de Kamer van volksvertegenwoordigers voor het arrondissement Thuin en vervulde dit mandaat tot aan zijn dood. In 1903 trad hij toe tot de vrijmetselarij.

## Het Musée de Mariemont
Gedurende zijn relatief korte leven ontpopte Warocqué zich tot een groot kenner en verzamelaar. Het werd een aanzienlijke collectie van porselein, beeldhouwwerk, zeldzame boeken, archeologische vondsten, medailles en munten enz. Zijn collecties resulteerden onder meer uit de talrijke reizen die hij ondernam, in Rusland, China, Japan, Egypte, en de meeste Europese landen. Hij liet zich onder meer bijstaan door de befaamde oudhistoricus Franz Cumont.
Bij zijn dood schonk de vrijgezel Warocqué het park en kasteel van Mariemont en de daarin aanwezige collecties aan de overheid: het werd het museum van Mariemont. Zijn vriend Lucien Guinotte erfde de rest van zijn fortuin.

## Eerbetoon
- In de Universiteit van Bergen draagt de Faculté d'économie et de gestion de naam Warocqué.
- In Morlanwelz draagt het provinciaal atheneum de naam Raoul Warocqué.